# 博茨瓦纳马恩列斯运动
博茨瓦纳马恩列斯运动（西班牙語：MELS Movement of Botswana）是博茨瓦纳的一个已不存在的共产主义政党。1984年，作为学生组织成立；1994年，改组为政党。2013年，该党并入博茨瓦纳大会党。该党主席是滕巴·乔伊纳，第一书记是莫萨拉吉·迪乔托。该党的总部位于哈博罗内。该党推崇马克思、恩格斯、列宁、斯大林。